# 999 (együttes)
A 999 angol punk/pop-punk/new wave együttes.

## Története
Londonban alakultak meg, Nick Cash és Guy Days testvérek alapításával, 1976 decemberében. Nevüket az Egyesült Királyság segélyhívó telefonszámáról kapták, továbbá Cash elmondta, hogy nem szeretett volna "The"vel kezdődő és betűkből álló nevet adni. Cash a "Kilburn and the High-Roads" pub rock zenekar tagja volt, Days pedig a zenekar egyes demó lemezein gitározott. Az együttes első koncertjét 1977 januárjában tartotta a northamptoni krikett klubban. Ugyanezen év májusában vették fel a 999 nevet. Első nagylemezük 1978-ban jelent meg. A nyolcvanas években kétszer is feloszlottak, népszerűségük csökkenése miatt, 1993-ban azonban újra összeálltak.

## Tagjai
Eredeti felállás:
- Nick Cash - ének, gitár
- Guy Days - ének, gitár
- Arturo Bassick - basszusgitár
- Pablo LaBritain - dob

## Diszkográfia
- 999 (1978)
- Separates (1978)
- High Energy Plan (1979)
- The Biggest Prize in Sport (1980)
- Concrete (1981)
- 13th Floor Madness (1983)
- Face to Face (1985)
- You Us It! (1993)
- Takeover (1998)
- Dancing in the Wrong Shoes (1999)
- Outburst (2003)
- Death in Soho (2007)
- Bish! Bash! Bosh! (April 2020, Cleopatra Records)